# 파라볼릭 모션 글로브 박스
항공기 좌석 위 짐칸처럼 움직이는 차량 글로브 박스다.

## 상세
내부가 넓은 전기차에 최적화된 글로브 박스로, 현대모비스가 개발했다. 항공기 기내 수납함 구조에서 착안되었다.
기존 내연기관과 다르게 엔진룸 등이 필요하지 않아 내부 공간 및 활용도가 높아지는 전기차에 적용했다. 차량의 조수석 무릎 방향에 위치한 수납 공간 용량을 키운 것으로, 항공기 좌석 위 짐칸이 움직이는 포물선 궤적(파라볼릭 모션)과 같이 열리고 닫히도록 구성했다. 물품을 손쉽게 넣거나 꺼낼 수 있고, 무릎 걸림을 최소화하는 등 사용 편의성을 향상했다. 내연기관의 글로브 박스 용량은 평균 5.5L 수준이며, 파라볼릭 모션 방식의 용량은 8L 이상이다. 파라볼릭 모션 글로브 박스는 기아 EV9에 처음으로 공급될 예정이다.

## 같이 보기
전기차
기아 EV9
기아
현대모비스
현대자동차그룹